# Bosc de ribera

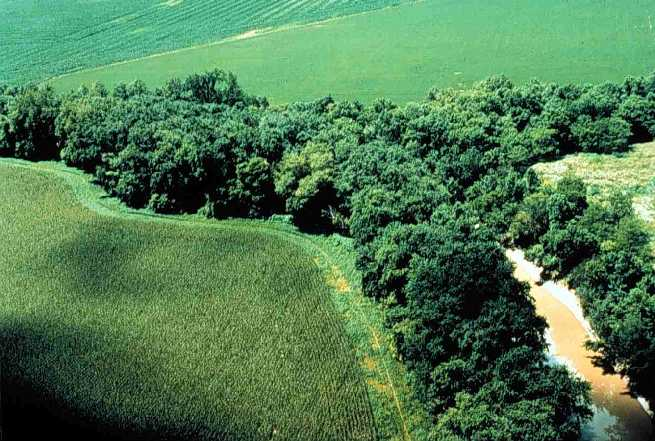
Bosc de ribera, en un afluent del llac Erie, als Estats Units.

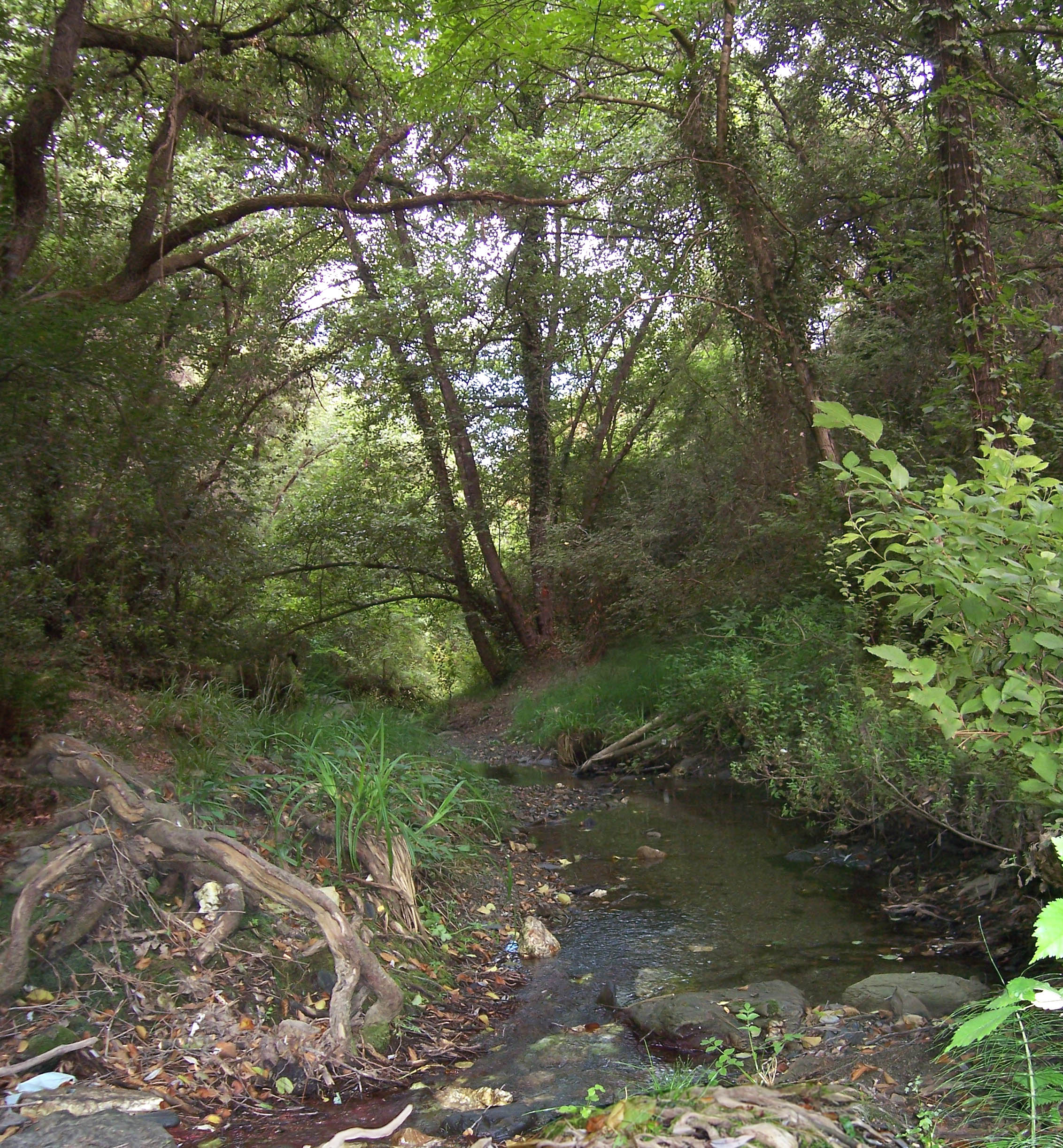
Bosc de ribera a Collserola, la Rierada.

Els boscos de ribera o galeria són boscos caducifolis que creixen a banda i banda dels cursos fluvials, (és a dir, formant galeries sobre sòls que, a partir d'una certa profunditat, acostumen a estar amarats d'aigua provinent del riu o torrent veí (mantell freàtic).
A l'àrea mediterrània i submediterrània, són els més productius perquè rarament els falta l'aigua, el principal factor limitador del creixement de la vegetació en aquestes àrees. Si a aquest fet hi afegim la riquesa en nutrients minerals que acostuma a caracteritzar els sòls formats a partir de sediments portats per les aigües fluvials (al·luvions), no és estrany que les alberedes, els boscos que corresponen a la major part de les ribes amb sòls profunds dels rius i rieres del Bages, puguin superar fàcilment els 20 metres d'alçària. La vegetació dels boscos de ribera està adaptada a les inundacions periòdiques que eventualment poden tombar o arrancar arbres i arbustos.
A continuació, s'indiquen algunes de les espècies més habituals en els boscos de ribera dels Països Catalans:
- Àlber (Populus alba)
- Freixe (Fraxinus excelsior i Fraxinus angustifolia)
- Gatell (Salix cinerea)
- Om (Ulmus minor)
- Pollancre (Populus nigra) i els seus híbrids
- Salze blanc (Salix alba)
- Sarga (Salix eleagnos)
- Tamariu (Tamarix sp.)
- Vern (Alnus glutinosa)

Aquests boscs solen anar acompanyats de diversa vegetació de ribera, que en zones baixes o de mitja muntanya a les nostres contrades pot incloure plantes com ara baladres, murtra, aloc, diverses herbes, falgueres, etc., a més de plantes aquàtiques, joncs, canyes, etc.